# Torre

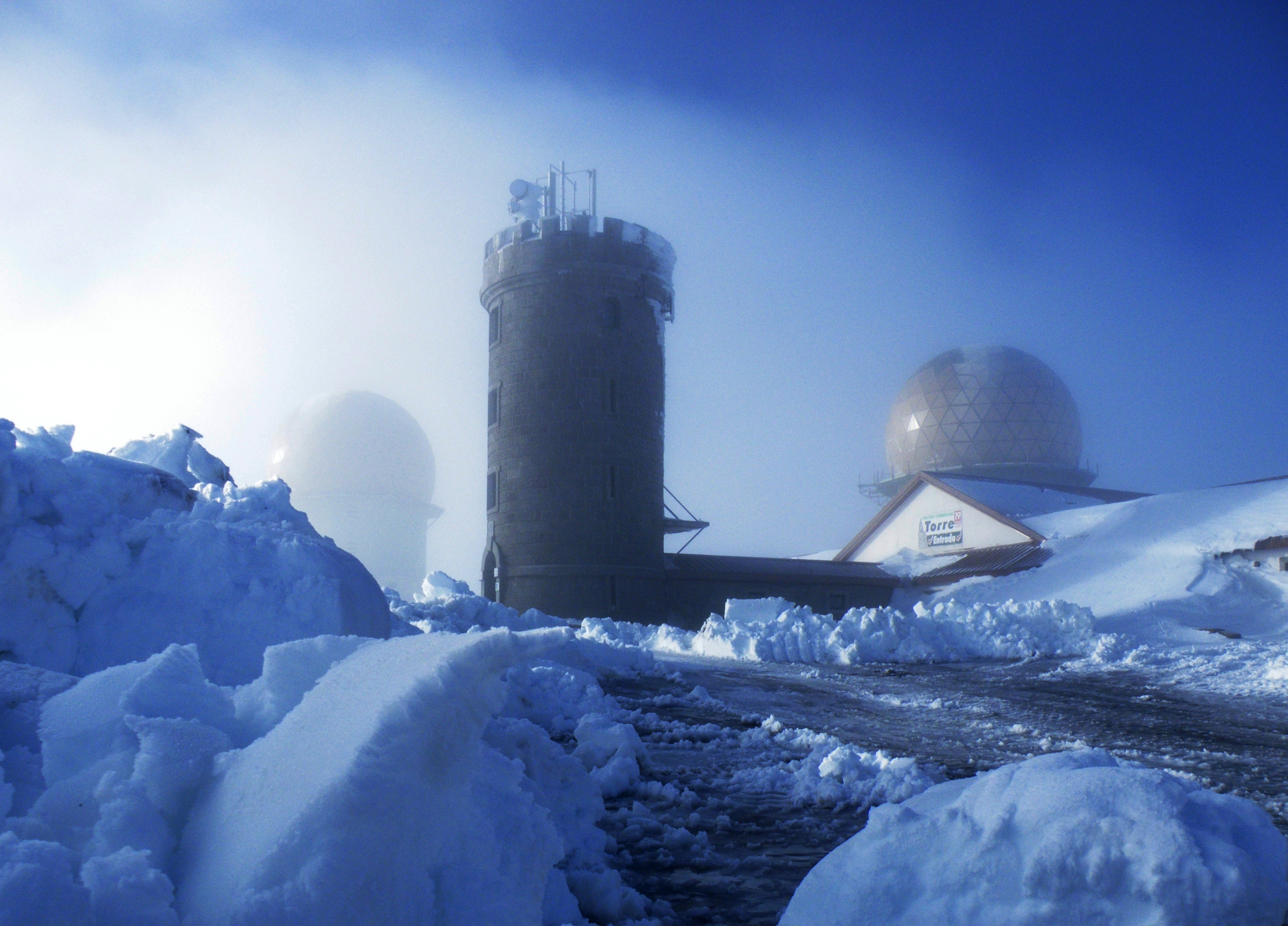
Věž na vrcholu

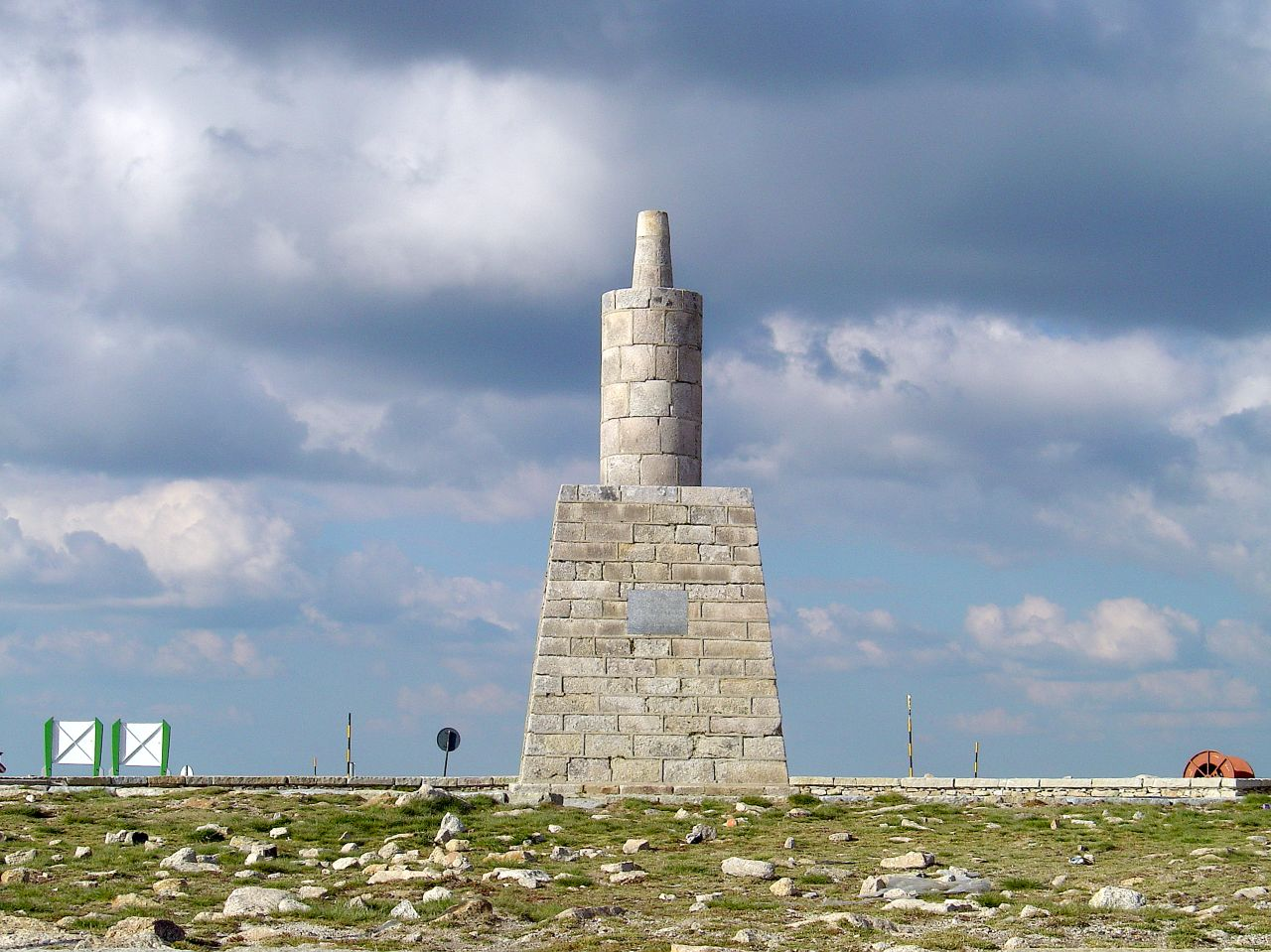
Geodetický bod na nejvyšším místě Torre

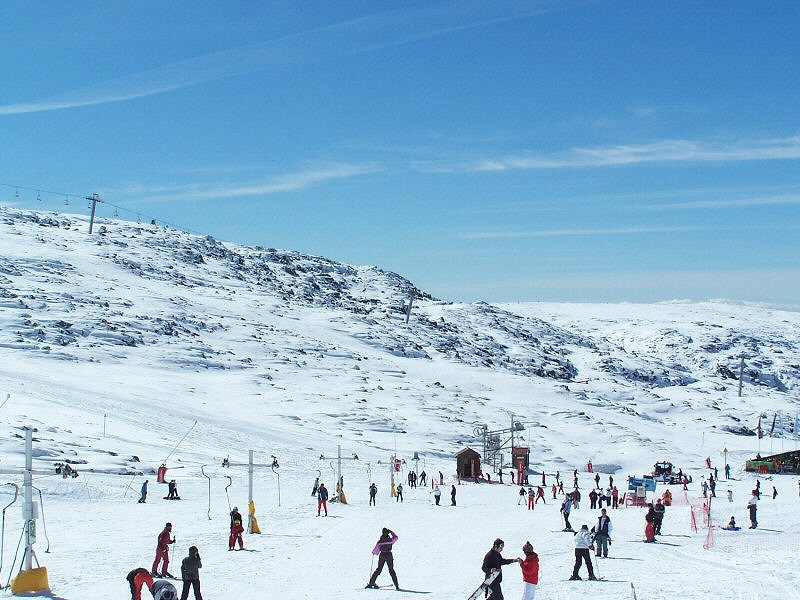
Lyžařské středisko Vodafone Ski Resort

Torre je s nadmořskou výškou 1993 metrů nejvyšší hora v pohoří Serra da Estrela a pevninského Portugalska. Nejvyšší horou celého Portugalska je však Ponta do Pico (2351 m n. m.) na Azorách.

## Okolí
Na vrcholu se nachází 7 metrů vysoká věž, kterou nechal postavit na začátku 19. století král Jan VI. Portugalský, aby nejvyšší místo Portugalska dosáhlo 2000 m n. m. Podle této věže je celá hora pojmenovaná (torre znamená portugalsky věž).
Na vrcholu je také geodetický bod, hvězdárna, restaurace a obchody.
Na svazích Torre se nachází lyžařské středisko Vodafone Ski Resort.

## Přístup
Přístup je velmi jednoduchý, až na vrchol vede silnice R 339.